# Bruno Langlois
Bruno Langlois (Matane, 1 de marzo de 1979) es un ciclista canadiense. Debutó como profesional en el equipo Jittery Joe's-Kalahari en 2005.

## Palmarés
2006
- Tobago Cycling Classic, más 1 etapa

2008
- 2.º en el Campeonato de Canadá en Ruta

2010
- 1 etapa de la Vuelta Independencia Nacional
- 3.º en el Campeonato de Canadá en Ruta

2012
- 2 etapas de la Vuelta a la Independencia Nacional
- 1 etapa del Tour de Beauce
- 1 etapa del Tour de Guadalupe
- 2 etapas del Tour de Ruanda

2013
- 1 etapa de la Vuelta Independencia Nacional

2015
- 2 etapas del Grand Prix Cycliste de Saguenay

2016
- Campeonato de Canadá en Ruta

2018
- 1 etapa del Tour de Guadalupe